# Химера (альбом «Арии»)
| Оценки критиков | Оценки критиков |
| Источник        | Оценка          |
| --------------- | --------------- |
| Darkside        | 7/10            |

«Химе́ра» — восьмой студийный альбом группы «Ария», вышедший в апреле 2001 года. Последний альбом с вокалистом Валерием Кипеловым. Альбом выдержан в более мелодичном ключе, чем предыдущие, и содержит ряд лирических баллад. Целый ряд песен — «Штиль», «Осколок льда», «Небо тебя найдёт» — активно транслировались по радио и участвовали в хит-парадах, в частности Чартова дюжина.

## История создания
«Химера» стала последним альбомом перед расколом «Арии» в 2002 году.
«Путь в никуда» — первая песня в истории группы, в которой автор музыки (Валерий Кипелов) стал также и соавтором текста. В дальнейшем аналогичным образом появлялись песни авторства Сергея Попова. Песни «Путь в никуда» и «Я не сошёл с ума» ни разу не исполнялись на концертах группы «Ария» из-за напряжённых отношений Виталия Дубинина и Владимира Холстинина с их авторами — Валерием Кипеловым и Сергеем Терентьевым. Эти песни впервые были исполнены группой «Кипелов».
Начиная с «Химеры», постоянным художником обложек «Арии» стал Лео Хао. На обложке альбома впервые появляется изобретённый им талисман группы — химера Жорик.
В 2002 году Елин и Дубинин стали продюсерами группы с названием «Химера».
В 2014 году был опубликовал список «500 лучших песен „Нашего радио“», составленный на основе выбора радиослушателей —  «Осколок льда» занял в нём 50-е место, «Штиль» 100-е, а «Небо тебя найдёт» 189-е.

### Создание текстов
«Химера» — первый альбом с участием поэта Александра Елина со времён раскола группы на «Арию» и «Мастер» в 1987 году. Елин написал тексты ко всем песням Владимира Холстинина, у которого возникли творческие разногласия с Маргаритой Пушкиной.
Пушкина, тем не менее, написала тексты к песням Дубинина, Кипелова и Терентьева. По её воспоминаниям, отбор текстов проходил долго, а на каждую композицию было по нескольку вариантов. Самое большое количество вариантов было на «Осколок льда» — 11, среди которых, в частности, предполагались продолжение «Беспечного ангела» и предложенное Дубининым продолжение «Улицы Роз», на котором в итоге и остановились, а «Я не сошёл с ума» изначально называлась «Сизиф». В отсутствие текстов музыканты на репетициях пели шуточные тексты, связанные с этим самым Сизифом.
В альбом не вошла песня Сергея Терентьева «Машина смерти», изначально называвшаяся «Колонны Спартака» и рассказывавшая о восстании рабов в древнем Риме. Этот вариант был отвергнут из-за явных ассоциаций с футбольным клубом «Спартак». Песня с новым текстом в итоге была выпущена на сборнике «Штиль» через год. С первоначальным текстом песня под названием «Вперёд, колонны!» была спета группой «Черновики Маргариты» в рамках трибьюта группе «Internet Tribute to Ария. XXV. Дай руку мне» (2011).
Текст песни «Горящая стрела» написан по мотивам повести Виктора Пелевина «Жёлтая стрела». Этой песней «Ария» открывала некоторые концерты в 2013—2015 годах.
Для песни «Вампир», кроме Елина, свой текст написала Пушкина. В 2012 году эту версию песни представила группа Amalgama.

### Напряжение в группе
По словам Валерия Кипелова, во время записи альбома «Химера» в группе была нездоровая атмосфера, где каждый автор записывал и сводил свои песни отдельно:
Валерий Кипелов в интервью журналу «Fuzz»:

Конфликт зрел уже давно, в основном трения были личного характера. Последней каплей лично для меня стал альбом «Химера» (2001). Если раньше мы занимались совместным творчеством, то здесь пошло четкое разделение: каждый работал над своим материалом, даже сводил свои песни каждый сам. Да и время поджимало, поскольку предыдущий альбом был выпущен в 98-м году. А после «Химеры» поступило предложение сразу же записывать следующий альбом, к чему лично я был не готов. Отношения были подорваны очень сильно, а заниматься творчеством в состоянии, когда нет понимания друг друга, невозможно. Я хотел подождать, пока отношения наладятся…
При этом в альбоме всё-таки присутствует песня, написанная в соавторстве: заглавную песню писали Холстинин и Кипелов.

## Список композиций
| №   | Название           | Текст песни       | Музыка                              | Английское издание       | Длительность |
| --- | ------------------ | ----------------- | ----------------------------------- | ------------------------ | ------------ |
| 1.  | «Химера»           | Александр Елин    | Владимир Холстинин, Валерий Кипелов | Chimera                  | 4:37         |
| 2.  | «Небо тебя найдёт» | Елин              | Холстинин                           | Heaven Will Find You     | 5:29         |
| 3.  | «Я не сошёл с ума» | Маргарита Пушкина | Сергей Терентьев                    | I'm Not Mad              | 6:23         |
| 4.  | «Вампир»           | Елин              | Холстинин                           | Vampire                  | 5:28         |
| 5.  | «Горящая стрела»   | Пушкина           | Виталий Дубинин                     | Burning Arrow            | 4:09         |
| 6.  | «Штиль»            | Пушкина           | Дубинин                             | The Calm                 | 5:33         |
| 7.  | «Путь в никуда»    | Пушкина, Кипелов  | Кипелов                             | Path to Nowhere          | 5:27         |
| 8.  | «Ворон»            | Пушкина           | Дубинин                             | Raven                    | 5:42         |
| 9.  | «Осколок льда»     | М. Пушкина        | Дубинин                             | Shard of Ice             | 5:24         |
| 10. | «Тебе дадут знак»  | Елин              | Холстинин                           | You Will Be Given a Sign | 8:52         |

На некоторых вариантах кассетного издания альбома поменяны местами песни «Я не сошёл с ума» и «Тебе дадут знак».

### 2хLP-переиздание (2013)
| №  | Название           | Текст песни | Музыка             | Английское название  | Длительность |
| -- | ------------------ | ----------- | ------------------ | -------------------- | ------------ |
| 1. | «Химера»           | А. Елин     | Холстинин, Кипелов | Chimera              | 4:39         |
| 2. | «Небо тебя найдёт» | Елин        | Холстинин          | Heaven Will Find You | 5:32         |
| 3. | «Я не сошёл с ума» | Пушкина     | Терентьев          | I'm Not Mad          | 6:26         |
| 4. | «Вампир»           | Елин        | Холстинин          | Vampire              | 5:30         |

| №  | Название         | Текст песни      | Музыка  | Английское название | Длительность |
| -- | ---------------- | ---------------- | ------- | ------------------- | ------------ |
| 1. | «Горящая стрела» | Пушкина          | Дубинин | Burning Arrow       | 4:11         |
| 2. | «Штиль»          | Пушкина          | Дубинин | The Calm            | 5:35         |
| 3. | «Путь в никуда»  | Пушкина, Кипелов | Кипелов | Path to Nowhere     | 5:29         |
| 4. | «Ворон»          | Пушкина          | Дубинин | Raven               | 5:44         |

| №  | Название                            | Текст песни | Музыка    | Английское название      | Длительность |
| -- | ----------------------------------- | ----------- | --------- | ------------------------ | ------------ |
| 1. | «Осколок льда»                      | Пушкина     | Дубинин   | Shard of Ice             | 5:26         |
| 2. | «Тебе дадут знак»                   | Елин        | Холстинин | You Will Be Given a Sign | 8:52         |
| 3. | «Небо тебя найдёт» (версия 2002 г.) | Елин        | Холстинин | Heaven Will Find You     | 6:04         |

| №  | Название                        | Текст песни | Музыка    | Английское название | Длительность |
| -- | ------------------------------- | ----------- | --------- | ------------------- | ------------ |
| 1. | «Потерянный рай»                | Пушкина     | Терентьев | Paradise Lost       | 5:53         |
| 2. | «Кто ты?»                       | Пушкина     | Терентьев | Who are You?        | 4:47         |
| 3. | «Штиль» (с Удо Диркшнайдером)   | Пушкина     | Дубинин   | The Calm            | 5:10         |
| 4. | «Потерянный рай» (симфо-версия) | Пушкина     | Терентьев | Paradise Lost       | 5:35         |

## Участники записи
- Валерий Кипелов — вокал.
- Владимир Холстинин — гитара, клавишные (1,4,10), соло-гитара (1,2,4,5,10), ток-бокс в "Небо тебя найдёт" .
- Сергей Терентьев — гитара, соло-гитара (3,5-9), акустическое соло (9).
- Виталий Дубинин — бас-гитара, клавишные (6,8,9).
- Александр Манякин — ударные.

### Сессионные участники
- Олег Mission («End Zone», «Catharsis») — флейта (4).
- Сергей Науменко — программирование, клавишные (7).
- Запись студии АРИЯ Рекордз
- Звукоинженер — Сергей Терентьев
- Программирование — Сергей Науменко
- Запись барабанов — Евгений Трушин
- Мастеринг — Андрей Субботин, студия Saturday Mastering
- Технический персонал — Валерий Шишаков, Олег Лычагин, Евгений Шидловский, Сергей Степанов
- Фотограф — Надир Чанышев
- Художник — Лео Хао
- Дизайнер — Николай «Dr.Venom» Симкин
- Концепция оформления — Николай «Dr.Venom» Симкин, Лео Хао

## Клипы к альбому
1. «Штиль» (2001) — в основу клипа легли съёмки записи песни дуэтом В. Кипелова и Удо Диркшнайдера, при посещении ими дачи и клуба. Режиссёр — Д. Ларионов. Это вариант песни вошёл в одноимённой сборник группы 2002 года.
2. «Осколок льда» (2002) — постановочный клип, снимался в Чехии. Сюжет повествует о девушке, которую в результате ритуала оживляют музыканты. Это последний клип Арии с В. Кипеловым, снимался уже после его заявления о намерении уйти из группы. Презентация произошла в конце выступления Арии с Симфоническим оркестром «Глобалис» в Зелёном театре 01.06.2002. Режиссёр — Ю. Соколов. В 2018 году была представлена альтернативная версия клипа с новыми сценами и несколько изменённым сюжетом[10].

## Кавер версия песни Штиль
В 2002 году, по приглашению друга группы Ария - бизнесмена Сергея Шуняева, Москву посетили музыканты группы Rammstein, Тилль Линдеманн и Рихард Круспе. В ходе визита немецкие музыканты записали кавер версию песни Штиль на оригинальном языке, которая по инициативе Шуняева была издана малым тиражом на промо-сингле в честь 100-летия компании Harley Davidson. 
Впоследствии компания Universal, у которой был заключен контракт на выпуск альбомов группы Rammstein, предъявила претензии участникам несанкционированной записи и запретила официальное распространение дисков с кавер версией.